# 곽인식
곽인식(1981년 8월 5일 ~ )은 대한민국의 축구 선수이며, 포지션은 수비수이다.